# Berkenye
Berkenye – wieś i gmina w północnej części Węgier, w pobliżu miasta Rétság. Miejscowość leży na obszarze Średniogórza Północnowęgierskiego, w pobliżu granicy ze Słowacją. Administracyjnie należy do powiatu Rétság, wchodzącego w skład komitatu Nógrád.
Gmina Berkenye zajmuje obszar 13,46 km²; w 2009 roku była zamieszkana przez 670 osób.